# Francesco Meschini
Francesco Meschini (* 4. August 1762 in Alabardia (Piazzogna); † 3. Dezember 1840 ebenda) war ein Schweizer Architekt, Ingenieur und Tessiner Politiker.

## Leben und Schaffen
Francesco Meschini war ein Sohn von Francesco Antonio und Francesca Sganzini. Er studierte an der Accademia di Belle Arti di Brera in Mailand Architektur, woran sich ein Praktikum beim Korps der Ingenieuroffiziere in Mantua anschloss. Im Kanton Tessin baute er die Pfarrkirche von San Nazzaro nach den Regeln des Neoklassizismus um (vollendet 1790), und um 1829 entwarf er die Anlage der Pfarrkirche von Gordola. Von 1801 bis 1803 war er Mitglied der Verwaltungskammer des damaligen Kantons Lugano sowie Brücken- und Strasseninspektor der Kantone Lugano und Bellinzona. In letzterer Funktion erarbeitete er einen Sanierungsplan für die Tessiner Strassen, der als Grundlage für die Realisierung des modernen Strassennetzes diente.
Meschini plante und leitete die grossen Strassenbauten im Kanton, insbesondere im Sopraceneri, darunter von 1813 bis 1821 die Talstrasse durch die Leventina und von 1827 bis 1830 die Strasse über den Gotthardpass, aber auch die Brücke über die Maggia bei Ascona (erstellt 1818 unter der Leitung von Giuseppe Piermarini) und 1828 den Naviglio (einen schiffbaren Kanal) in Locarno.
Ab 1813 war Meschini auch in der Tessiner Kantonalpolitik aktiv: Von 1813 bis 1830 war er Grossrat und von 1815 bis 1827 zugleich Staatsrat; letzteren präsidierte er 1825.
Francesco Meschini starb in seinem Geburtshaus in Alabardia am 3. Dezember 1840. Eine Inschrift zu seinem Gedenken findet sich in der Kapelle der Familie Meschini auf dem Friedhof von Sahn Nazzaro.